# Delta (circonscription fédérale)
Pour les articles homonymes, voir Delta (homonymie).
Circonscription électorale fédérale du Canada
Delta est une circonscription électorale fédérale de la Colombie-Britannique située dans la région métropolitaine de Vancouver. Elle existe une première fois de 1987 à 1997 puis de nouveau depuis 2013. 
La circonscription de Delta est créée en 1987 avec des parties de Fraser Valley-Ouest, Richmond—Delta-Sud et Surrey—White Rock—Delta-Nord. Abolie en 1996, elle devient alors Delta—South Richmond. Lors du redécoupage de 2012, la circonscription est recréée avec des parties de Newton—Delta-Nord et de Delta—Richmond-Est.
Plusieurs circonscriptions ont utilisé le nom de Delta entre autres: Burnaby—Richmond—Delta, (1970-1976), Delta—Richmond-Est (2003-2015), Newton—Delta-Nord (2003-2015), Richmond—Delta-Sud (1976-1987) et Surrey—White Rock—Delta-Nord (1976-1987).

## Géographie
En 1987, la circonscription de Delta comprenait:
- La municipalité de Delta
- Une partie de la municipalité de Surrey, délimitée par la 96e avenue, 120e rue, le chemin Scott, 124e rue et la route King George[3]

En 2015, la circonscription de Delta est composée de:
- La corporation municipale de Delta
- La réserve indienne de Musqueam et de Tsawwassen

Lors du redécoupage électoral de 2022, la circonscription s'agrandit à l'est d'une partie de la ville de Surrey,. Sa limite terrestre au sud touche à la ville de Point Roberts, située dans l'État de Washington, aux États-Unis. 
Les circonscriptions limitrophes sont
- au nord : Richmond-Est—Steveston
- au nord-est : New Westminster—Burnaby—Maillardville et Surrey-Centre
- à l'est : Surrey—Newton
- au sud-est : Surrey-Sud—White Rock[4]

## Députés
1988 - 1997
| Législature                                                                            | Années    | Député | Député       | Parti                     |
| -------------------------------------------------------------------------------------- | --------- | ------ | ------------ | ------------------------- |
| Delta issue de Fraser Valley-Ouest, Richmond—Delta-Sud et Surrey—White Rock—Delta-Nord |           |        |              |                           |
| 34e                                                                                    | 1988–1993 |        | Stan Wilbee  | Progressiste-conservateur |
| 42e                                                                                    | 1993–1997 |        | John Cummins | Réformiste                |
| Redistribuée parmi Delta—South Richmond                                                |           |        |              |                           |

depuis 2015
| Législature                                        | Années        | Député | Député           | Parti    |
| -------------------------------------------------- | ------------- | ------ | ---------------- | -------- |
| Recréée de Newton—Delta-Nord et Delta—Richmond-Est |               |        |                  |          |
| 42e                                                | 2015–2019     |        | Carla Qualtrough | Libérale |
| 43e                                                | 2019–2021     |        | Carla Qualtrough | Libérale |
| 44e                                                | 2021–2025     |        | Carla Qualtrough | Libérale |
| 45e                                                | 2025–en cours |        | Jill McKnight    | Libérale |

## Résultats électoraux
Modèle:Élection générale canadienne de 2025 — Delta
|       | Candidat                 | Parti        | # de voix | % des voix |
|       | (X) Kerry-Lynne Findlay  | Conservateur | +18 255,  | 32,78 %    |
|       | Carla Qualtrough         | Libéral      | +27 355,  | 49,12 %    |
|       | Jeremy Leveque           | NPD          | +08 311,  | 14,92 %    |
|       | Anthony Edward Devellano | Vert         | +01 768,  | 3,17 %     |
| Total | Total                    | Total        | 55 689    | 100 %      |